# عبدالرحمن بن عتبه الفهری
عبدالرحمن بن عتبه الفهری (انگلیسی: Abd al-Rahman ibn Utba al-Fihri) معروف به بن جحدم فرمانروای مصر در دوران خلافت اموی بود.